# Процилии
Проци́лии (лат. Procilii) — древнеримский плебейский род ланувийского происхождения (Лациум), первые сохранившиеся упоминания о котором встречаются лишь к началу I века до н. э. В качестве личного имени в источниках фигурирует только «Луций». Среди известных истории представителей этого семейства можно выделить следующих личностей:
- Луций Процилий, сын Луция[укр.] (I в. до н. э[1][2].), первый из упоминающихся в источниках Процилиев, занимавший должность монетария, по одной из версий[1][2], в 80 году до н. э. На своих монетах чеканил изображение Юноны Соспиты[3][2]. Известный антиквар и ценитель древностей[4][5][1][2];

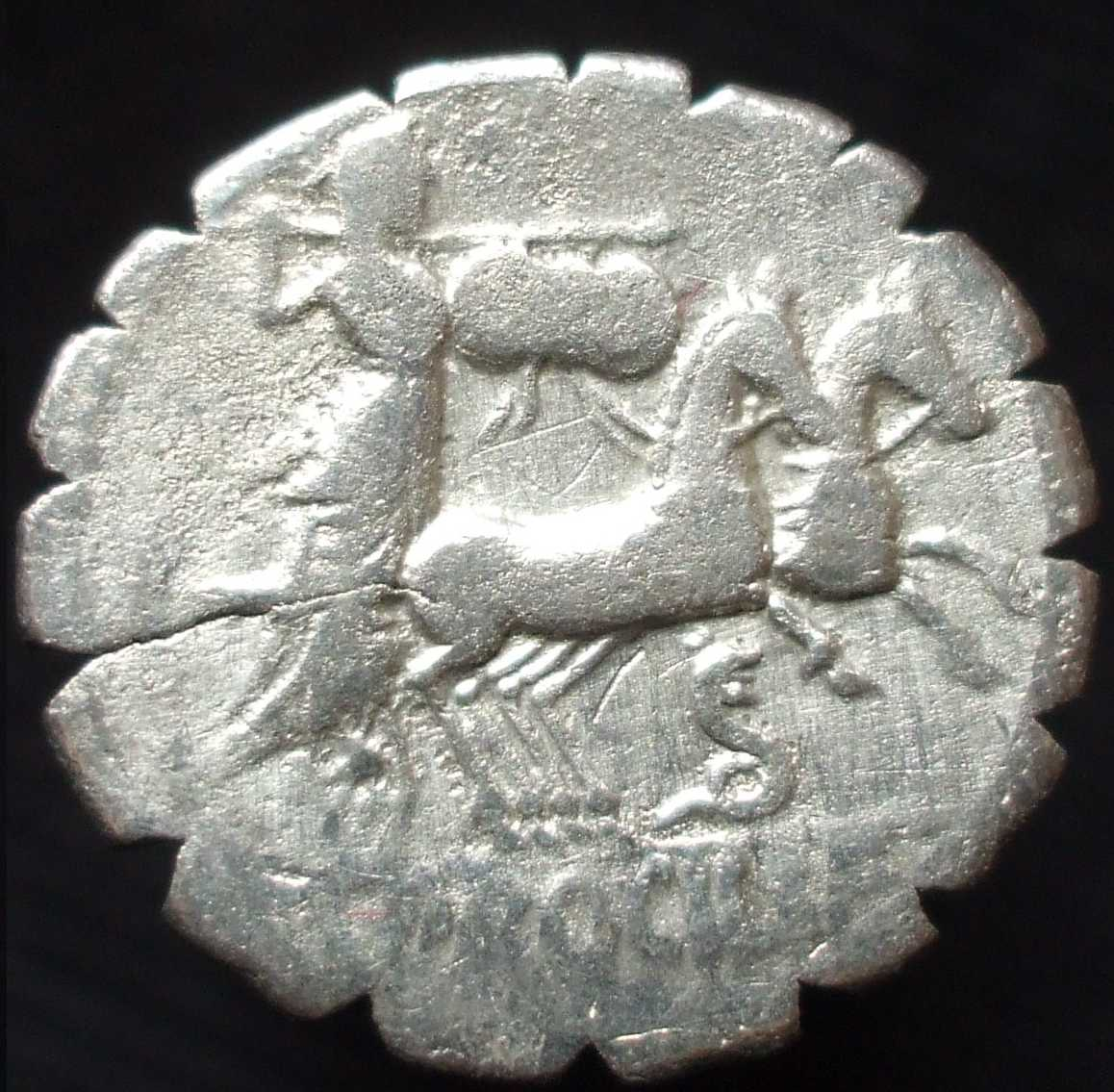
Денарий монетария Луция Процилия, изображающий Юнону Соспиту (ок. 80 до н. э.)

- Луций Процилий (ум. после 54 до н. э.), предполагаемый квестор в 59 году до н. э[6][2]. и плебейский трибун в 56 году до н. э[7][6][8][9][2]. Неудачливый кандидат в преторы на 53 год[7][10][9][2]. Родной сын предыдущего[2];
- Процилий Криспин (возможно, носил преномен «Луций»; ум. после 209[11]), прокуратор времён Империи[12], занимавший эту должность, по одной из версий[11], между 209 и 211 годом, имя которого содержит надпись из Африки[12].